# 1545
Évszázadok: 15. század – 16. század – 17. század
Évtizedek: 1490-es évek – 1500-as évek – 1510-es évek – 1520-as évek – 1530-as évek – 1540-es évek – 1550-es évek – 1560-as évek – 1570-es évek – 1580-as évek – 1590-es évek
Évek: 1540 – 1541 – 1542 – 1543 –  1544 – 1545 – 1546 – 1547 – 1548 – 1549 – 1550

## Események

### Határozott dátumú események
- szeptember 20. – A magyarországi protestánsok zsinatra gyűlnek össze Erdődön, ahol 12 pontos hitvallást fogadnak el.[1]
- december 13. – Megkezdi munkáját a tridenti zsinat.[2]

### Határozatlan dátumú események
- az év folyamán – Török kézre kerül a szlavóniai Monoszló.[3]
- év vége – Kőrös vármegye keleti fele török kézre kerül.[3]

## Az év témái

### 1545 a tudományban
- Gerolamo Cardano feltalálja a hajóiránytű kardánfelfüggesztését.

## Születések
- április 1. – Peder Claussøn Friis norvég lelkész, író és történész († 1614)

## Halálozások
- szeptember 24. – Albert mainzi érsek, (* 1490)